# Erlbach (Markneukirchen)
Erlbach – dzielnica miasta Markneukirchen w Niemczech, w kraju związkowym Saksonia, w powiecie Vogtland. Do 31 grudnia 2013 gmina wchodząca w skład wspólnoty administracyjnej Markneukirchen. Do 29 lutego 2012 należała do okręgu administracyjnego Chemnitz.